# Mark Lombardi – Kunst und Konspiration
Mark Lombardi – Kunst und Konspiration ist ein Dokumentarfilm der deutschen Filmemacherin Mareike Wegener über das Werk des US-amerikanischen Künstlers Mark Lombardi.

## Inhalt
Der Film beschäftigt sich mit dem Werk des im Jahr 2000 verstorbenen Künstlers Mark Lombardi, der seit den frühen 90er Jahren an einer Serie von Zeichnungen arbeitete, die er Narrative Structures (zu deutsch: Narrative, bzw. Erzählende Strukturen) nannte. Bei diesen auf öffentlichen Informationen basierenden Ontologien handelt es sich um handgefertigte Bleistiftzeichnungen, die die durch Sach- und Geldtransaktionen darstellbaren Verbindungen zwischen Individuen, staatlichen Institutionen, Banken, Unternehmen und Regierungen visuell aufarbeiten und offenlegen. Diese Panoramen, die die der Geldwäsche und Korruption zugrundeliegende globale Struktur sichtbar machen und die aufgrund ihrer formalen Anlehnung an Netzwerkgrafiken eine zeitgenössische Abwandlung der Historienmalerei darstellen, befassen sich mit internationalen politischen Skandalen wie der Iran-Contra-Affäre (Oliver North, Lake Resources of Panama, and the Iran Contra Operation, ca. 1984–1986 (4th Version), 1999), der dubiosen Karriere im Erdölgeschäft von George W. Bush, bevor er sein erstes politisches Amt antrat (George W. Bush, Harken Energy, and Jackson Stephens, ca. 1979–1990 (5th Version), 1999), oder dem seinerzeit größten internationalen Finanzskandal im Zusammenhang mit der Bank of Credit and Commerce International (BCCI-ICIC & FAB, 1972–1991 (4th Version), 1996–2000).
Die Frage nach der Wirkungskraft der von Lombardi verknüpften Informationen und dem dadurch hervorgerufenen geheimdienstlichen Interesse an seinem Werk sowie den Umständen seines frühen Todes bezeichnen den Ausgangspunkt des Films und werden über die Montage von Videoarchivmaterial (das Lombardi seine künstlerischen und recherchebasierten Schaffensprozesse selbst beschreiben lässt), weiteren Interviewpassagen, Nachrichtenmaterial, atmosphärischen Aufnahmen der Stadt New York sowie filmischen Abbildungen der Zeichnungen selbst im Verlauf des Films umkreist.
Das Eintreten der Kunst in den Wirkungsbereich der Politik stellt dabei einen Schwerpunkt der filmischen Auseinandersetzung dar und wird durch den Vergleich mit Picassos Guernica und dessen Verhängung im New Yorker UNO-Gebäude anlässlich der Sicherheitsratssitzung vom 4. Februar 2003 zur Invasion des Iraks zugespitzt. Der Film schließt mit der Kernaussage, dass Kunst die Möglichkeit eines politischen und gesellschaftlichen Wandels unterstützen oder generieren kann.

## Veröffentlichung
Mark Lombardi – Kunst und Konspiration feierte seine Uraufführung im Dokumentarfilmwettbewerb beim Max-Ophüls-Preis in Saarbrücken im Januar 2012. Weitere Festivals, wie zum Beispiel Planete+ Doc Warschau, Sheffield Doc/Fest, Brooklyn Film Festival und Zurich Film Festival, folgten.
Der Film lief im Vertrieb des Real Fiction Filmverleih am 31. Mai 2012 in den deutschen Kinos an. Im Herbst desselben Jahres lief er für die Dauer einer Woche täglich im Museum of Modern Art in New York.
In Deutschland erschien die DVD am 21. Juni 2013.
Für die USA ist ein Kinostart für den Herbst 2013 geplant.

## Rezeption
„Hochspannend war schließlich ‚Mark Lombardi – Kunst und Konspiration‘, ein Dokumentarfilm, in dem Mareike Wegener dem Rätsel um den gleichnamigen New Yorker Künstler nachspürt (…) Kunst zeigt uns, wie das Künstlerhirn arbeitet, und wenn man dazu noch Informationen über Geld und Macht sammelt, kann auch das Kino wieder richtig gefährlich sein.“

„Mareike Wegener bahnt sich souverän einen Weg durch den Wahnsinn eines Werks, das den Wahnsinn der Welt zum Thema hat. Mit klarer Filmsprache und klarer Narration entwirft sie ein Kunst- und Künstlerportrait, das nicht selbst Kunstwerk sein will. Dafür gebührt ihr Lob.“

„Der Film hält klug die Balance zwischen privater Obsession – jene New Yorker Versponnenheit, wie sie in den Fünfzigern bei Ginsberg und Co. entwickelt war – und staatlicher Paranoia, zwischen biografischem und politischem Effekt. Die Bilder bleiben abstrakt in ihren Schwingungen.“

„Die feingliedrigen, konzeptuellen Zeichnungen von Mark Lombardi versuchen die großen, verschlungenen Netzwerke von Geld und Macht hinter dem BCCI-Skandal oder der Iran-Contra-Affäre abzubilden. Man wünscht sich eine ähnliche Erklärung über Lombardi und sein Werk während Mareike Wegeners frustrierend selbst-evidentem Dokumentarfilm.“

„Lombardi, wie auch sein exzentrisches Weltbild, lassen sich am besten ohne eine starre Narration umreißen. Und so mimt Wegener auf subtile Weise die visuelle Sprache des verstorbenen Künstlers, liefert eine Flut an Informationen, mit der wir uns aktiv auseinandersetzen müssen. Es ist diese beeindruckende Qualität – die Fähigkeit, Informationen auf bedeutsame Weise aufzuarbeiten – die man zu schätzen gelernt hat, wenn das Licht im Kinosaal wieder angeht.“